# سوفیا تومالا
سوفیا تومالا (آلمانی: Sophia Thomalla؛ زادهٔ ۶ اکتبر ۱۹۸۹) هنرپیشه اهل آلمان است.